# Théorie de l'exécutif unitaire
La Théorie de l'exécutif unitaire, ou théorie unitariste, est une théorie constitutionnelle américaine qui propose une nouvelle lecture de la constitution des États-Unis ; notamment de l'Article II traitant des dispositions du pouvoir exécutif. 
Elle se base ainsi sur une interprétation présidentielle de la première et troisième clause de l'Article II, soit respectivement la Vesting Clause et la Take Care Clause. Cette  lecture « textualiste » de la constitution prône l'idée d'un total contrôle de la branche exécutive par le pouvoir présidentiel, sans que le Congrès puisse interférer avec les décisions de ce dernier ; ce qui diminue l'influence législative sur l'administration au profit de l'influence exécutive,.

## Histoire
Les racines de la Théorie de l'exécutif unitaire remontent au temps même de la création de la Constitution des États-Unis. En effet, le débat concernant la répartition des pouvoirs exécutifs et législatifs a toujours divisé l'opinion politique américaine ; cela est renforcé par le caractère évasif de certains textes juridiques traitant du pouvoir présidentiel. L'idée d'un exécutif purement administratif s'effrite au profit de son renforcement avec les présidences de Franklin Roosevelt, Richard Nixon ou Ronald Reagan.
Cependant, le terme de théorie unitariste n'est employé pour la première fois qu'en 1988, par le juge à la Cour Suprême Antonin Scalia lors de l'Affaire Morrison. Ce dernier ira jusqu'à avancer que l’article II de la constitution dote le Président « non de quelques-uns des attributs du pouvoir exécutif mais de la plénitude du pouvoir exécutif ».  
La Théorie de l'Exécutif Unitaire devient aujourd'hui un débat central au sein des institutions constitutionnelles, notamment à l'intérieur de la Cour Suprême. En effet, depuis les années 2000, voire 2010, et l'influence de l'héritage de l'administration Bush, cette idée d'un exécutif dominant séduit de plus en plus la haute juridiction.

## Théorie politique
La théorie unitariste se base donc sur les première et deuxième clauses de l'Article II de la Constitution des États-Unis, qu'elle analyse avec une lecture présidentielle. La Vesting Clause, soit la clause 1, énonce ceci : « The Executive power shall be vested in a President of the United States of America » (le pouvoir exécutif sera confié à un président des États-Unis d'Amérique). Or, les défenseurs de la Théorie de l'exécutif unitaire considèrent la Vesting Clause comme unitariste dans le sens où elle stipule que le pouvoir exécutif n'est placé qu'entre les mains d'une personne unique, ici, le Président. De plus, à cela s'ajoute l'argument que, contrairement à l'Article I pour le pouvoir parlementaire, l'Article II présente le pouvoir présidentiel comme univoque et indifférencié,.
La clause 3 de l'Article II, la Take Care Clause, avance que le Président « shall take care that the laws be faithfully executed » (veillera à ce que les lois soient fidèlement exécutées). Les unitaristes comprennent en cela que le président, et le président uniquement, a le pouvoir de faire appliquer le droit positif,.
En conséquence, « le président exerce un contrôle hiérarchique sur tous les fonctionnaires de l’exécutif, [...] un plein pouvoir de révocation ainsi que le pouvoir souverain d’annuler ses décisions, et même de se substituer à lui si besoin ». La théorie de l'exécutif unitaire défend alors que toute l'administration exécutive doit entretenir un rapport de soumission avec le pouvoir présidentiel ; y compris les Agences Indépendantes. Les pouvoirs de révocation et de nomination sont ici utilisés comme les fers de lance de la théorie ; laissant ainsi au président un plein pouvoir sur la branche exécutive. En somme, le pouvoir présidentiel cherche à étendre son domaine d'influence au détriment de celui de la branche législative,.
La théorie de l'exécutif unitaire se place alors en opposition à la théorie pluraliste classique, qui défend l'importance d'un exécutif divisé entre l'exécutif présidentiel et l'exécutif administratif. À l'inverse, l'unitarisme se rapproche de la théorie de l'administration présidentielle, défendant également l'idée d'une hiérarchie au sein de la branche exécutive.

## Liens avec les agences indépendantes
Les agences indépendantes ont vu le jour en 1889, et ont depuis pris une place importante dans le fonctionnement administratif américain. Leur caractère indépendant leur permet donc, en partie, de s'affranchir de la hiérarchie présidentielle ; augmentant d'autant plus leur influence et leur permettant de s'inscrire, pour certaines, comme un quatrième pouvoir qui viendrait s'ajouter à l'exécutif, le législatif et le judiciaire.
Or, la théorie de l'exécutif unitaire cherche à maintenir l'unilatéralisme du pouvoir présidentiel, qui devrait alors avoir le contrôle sur ces agences exécutives et administratives. En cela, la théorie unitariste s'oppose à la théorie de l'administration présidentielle, qui, elle, cherche à maintenir l'indépendance de ces agences.

## Critique
La théorie de l'exécutif unitaire a également ses détracteurs, qui vont le plus souvent soulever son aspect trop unilatéral et donc sa menace sur la séparation des pouvoirs, mais également des critiques constitutionnelles. En effet, l'Article III de la Constitution des États-Unis, traitant de la juridiction de la Cour Suprême, possède également sa Vesting Clause, fortement similaire à celle de l'Article II. Or, la Cour Suprême, au regard de la théorie unitariste, posséderait alors également un pouvoir unilatéral, semblable au pouvoir présidentiel ; alors même que ce dernier est censé y exercer un pouvoir hiérarchique. Donc, cela soulève le paradoxe de la Théorie de l'exécutif Unitaire, qui trouve sa légitimité dans une lecture pure de l'Article II, sans considération des liens de ce dernier avec les Articles I et III. 
Les critiques les plus sévères s'orientent vers l'administration de George W. Bush et de son Vice-Président Dick Cheney. En effet, le Président et surtout son Vice-Président, sont accusés d'avoir défendu une théorie de l'exécutif unitaire trop radicale en réponse aux attentats du 11 septembre 2001 ; allant même jusqu'à tolérer l'usage de la torture,.

## Au cinéma
Le film Vice, réalisé par Adam McKay en 2018, est une biographie de Dick Cheney, homme politique principalement connu pour avoir été le Vice-Président de George W. Bush de 2001 à 2009. Ce film évoque alors l'ascension politique de Dick Cheney et sa collaboration avec David Addington, John Yoo ou Antonin Scalia ; tous  partisans de la Théorie de l'Exécutif Unitaire. Se dresse alors une toile de fond critique et dramatique sur la théorie, qui est accusée d'être l'une des causes de la Guerre d’Afghanistan, de la Guerre d'Irak ou des tortures commises à Guantánamo. 

### Articles connectés
- Constitution des États-Unis
- Article II de la Constitution des États-Unis
- Cour suprême des États-Unis
- Congrès des États-Unis
- Droit positif
- Pouvoir exécutif
- Pouvoir législatif